# مارتين فيليسكا
مارتين فيليسكا (بالإسبانية: Martín Vellisca)‏ هو لاعب كرة قدم إسباني في مركز نصف الجناح، ولد في 22 أغسطس 1971 في مدريد في إسبانيا. لعب مع ريال سرقسطة ونادي ألميريا ونادي خيتافي ونادي سالامانكا.